# بالمر ريبورت
بالمر ريبورت هو موقع أمريكي ليبرالي للأخبار الزائفة أسسه بيل بالمر في عام 2016. يشتهر هذا الموقع بتقديم ادعاءات خاطئة أو غير مؤكدة، لتطرح محتوى متحزب، ونشر نظريات المؤامرة وخاصة المتعلقة منها بدونالد ترامب وروسيا. كشف مدققو الحقائق زيف العديد من قصص بالمر ريبورت، وصنفت العديد من المنظمات، بما فيها مجلة كولومبيا للصحافة وصندوق مارشال الألماني، هذا الموقع من ضمن المواقع المتحيزة أو التي تقدم محتوى مزيف.

## تاريخه
عمل بيل بالمر مدرسًا في مدرسة ابتدائية قبل أن يبدأ سلسلة من المنشورات على شبكة الإنترنت. ناقشت محاولاته الأولى بشكل أساسي التكنولوجيا والموسيقى. أطلق في عام 2013، إذاعة بعنوان الأزمان المستقرة (The Stabley Times) تحت اسم مستعار. غطى الموقع الموسيقى والتكنولوجيا، مثل مواقعه السابقة، ولكنه أضاف إليها أيضًا تغطيةً للمواضيع الرياضية والسياسية. أسس بالمر بعد ذلك موقعًا يركز على السياسة سُمي ديلي نيوز بين. وصفه بروك بينكوسكي، محرر في موقع سنوبس، بأنه «موقع إخباري مؤيد لهيلاري كلينتون ومصمم لمواجهة «الأخبار الزائفة»».
وجدت دراسة أجراها مركز بيركمان كلين للإنترنت والمجتمع في جامعة هارفارد في عام 2017، أن كمية المعلومات الزائفة الصادرة عن موقع ديلي نيوز بين مماثلة لتلك الصادرة عن موقع إنفو وورز وموقع ذا غيتواي بنديت خلال الانتخابات الرئاسية للولايات المتحدة عام 2016. صنفت الدراسة أيضًا ديلي نيوز بين بأنه جزء من مجموعة من «المواقع الجديدة شديدة التحزب لأقصى اليسار من الطيف». نشر موقع ديلي نيوز بين بشكل روتيني ادعاءات بدون مصادر فيما يتعلق بالانتخابات، بما في ذلك أكاذيب عن بيرني ساندرز وآلات التصويت في ويسكونسن. إضافة إلى ذلك، ادعى موقع ديلي نيوز بين كذبًا أن رسائل بريد البوديستا كانت ملفقة، وادعى كذبًا أن أحد مقاطع الفيديو لحدث عام يموله غولدمان ساكس كان واحدًا من خطابات كلينتون المدفوعة لصالح غولدمان ساكس. تم تضمين موقع ديلي نيوز بين في قاعدة بيانات لو موند للمواقع الإخبارية غير الموثوقة.

## المحتوى
بالمر ريبورت هي مدونة متحيزة وليبرالية وسياسية للأخبار المزيفة. تشتهر هذه المدونة أنها تخلق ادعاءات مزيفة وغير مؤكدة، وتنشر نظريات المؤامرة، وخاصة تلك المتعلقة منها بدونالد ترامب وروسيا. تمت مشاركة مقالات بالمر ريبورت بشكل حصري تقريبًا من قبل مؤيدي هيلاري كلينتون خلال الانتخابات الرئاسية لعام 2016.
بعد إعلان فوز ترامب في الانتخابات، نشر موقع بالمر ريبورت مقالين يدعيان أن الانتخابات كانت «مزورة»، وادعوا زورًا بأن 5000 صوت من الأصوات المؤيدة لترامب في ولاية ويسكونسن كانت غير مؤهلة. خلال إعادة فرز الأصوات في مقاطعة واكيشا، انتشرت على شبكة الإنترنت قصة إخبارية مزيفة من موقع بالمر ريبورت، تزعم أن المسؤولين عن الانتخابات كانوا يعدون الأصوات المؤيدة لترامب مرتين. كان مصدر القصة هو منشور غير مؤكد على موقع فيسبوك. رفض مسؤولو الانتخابات القصة، ولم تجد لجنة انتخابات ويسكونسن أي دليل على صحة الادعاءات. قارن خبير الإحصاء آندرو جيلمان ادعاءات تقرير بالمر بشأن تزوير الانتخابات مع الادعاءات التي وردت في صحيفة ناشيونال إنكويرر، وكتب أن «أساس هذه الاتهامات يعود إلى الظلم المحسوس أكثر من الإحصاءات الفعلية».
في يناير عام 2017، ادعى موقع بالمر ريبورت أن ترامب التقط صورة مزيفة له يكتب خطابًا في مكتب موظف استقبال شركة مزادات، وضم صورة من إنستغرام لموظف الاستقبال. كشف سنوبس أن الصورة المعنية قد التُقطت في منتجع مار-إيه-لاغو ونُشرت في ديسمبر من عام 2015، وأن موظف الاستقبال لم يكن موظفًا في شركة مزادات.
أشار موقع بالمر ريبورت، وبدون دليل، خلال الضربات الصاروخية على سوريا، التي أمر بها ترامب في عام 2017، إلى أن ترامب قد أبقى على مدرجات مطار الشعيرات بهدف التواطؤ مع روسيا. ردد لورنس أودونيل، مضيف قناة إم إس إن بي سي، نظرية بالمر ريبورت بأن الهجوم بالأسلحة الكيميائية في سوريا كان مدبرًا من الحكومة الروسية، بهدف جعل ترامب يبدو غير متفق مع بوتين.
في أبريل من عام 2017، ادعى بالمر ريبورت زورًا أن مكتب التحقيقات الفيدرالي لديه معلومات استخباراتية تفيد أن روسيا كانت تبتز الممثل عن الحزب الجمهوري جيسون تشافيتز. كان الدليل على هذا الادعاء هو تغريدة للويس مينش، التي بدورها استشهدت بمصادر بدون تسميتها. كشف موقع سنوبس عدم وجود دليل على هذه الادعاءات. كتب موقع بالمر ريبورت أيضًا قصة يدعي فيها أن ترامب دفع 10 مليون دولار إلى تشافيتز، وقد شارك هذه القصة لاحقًا البروفيسور في القانون الدستوري لورنس ترايب. أشار المقال إلى «تقرير» من تغريدة أُرسل من خلال مستخدم لديه 257 متابع. ردًا على مشاركة ترايب لمقال بالمر ريبورت، كتب الخبير السياسي برندان نيام: «هل هذه مزحة؟ هذه أقوال تشبه ادعاءات نظريات المؤامرة مثل قبعة الألومنيوم».
في مايو من عام 2017، أُجبر السيناتور إيد ماركي على تعقب ادعاء كاذب مفاده بأن هيئة محلفين كبرى قد أوقفت في نيويورك، لأمر يتعلق بتحقيق المستشار الخاص؛ كان مصدر الادعاء وفقًا لأحد مساعديه، هو موقع بالمر ريبورت ومدونة مينش. في الشهر نفسه، ذكر موقع بالمر ريبورت أن رئيس المحكمة العليا جون روبرتس أمر نيل غورسوش بأن يتنحى عن جميع جلسات الاستماع المتعلقة بترامب وروسيا، مع وجود مصدر وحيد له هو «تغريدة من حساب مجهول باسم «بويستو لوكو»».
تكهن بالمر ريبورت، خلال كمين النيجر في عام 2017، الذي قتل فيه 4 جنود أمريكيين على يد مسلحين من الدولة الإسلامية في الصحراء الكبرى، بأن القوات الأمريكية في النيجر كانت متورطة في «عملية عسكرية سرية تقودها روسيا» وافق عليها ترامب. روج موقع بالمر ريبورت أيضًا لنظرية مؤامرة مفادها أن حظر إدارة ترامب للسفر ضد تشاد كان مرتبطًا بكمين النيجر.
نشر موقع بالمر ريبورت في أكتوبر من عام 2017، قصة يدعي فيها أن جاريد كوشنر سافر جوًا «بسرية» إلى المملكة العربية السعودية «قبل اعتقاله المحتمل»، نقلًا عن مقال في بوليتيكو. يكشف المقال المُستشهد به زيف قصة بالمر ريبورت نفسها لأنه صرح أن كوشنر قد غادر بالفعل في رحلة دبلوماسية لمدة يومين، قبل الإعلان بأن فريق روبرت مولر سيبدأ بإطلاق لوائح اتهام متعلقة بتحقيق المستشار الخاص، وأن كوشنر عاد إلى العاصمة واشنطن للاحتفال بعيد ميلاد زوجته إيفانكا ترامب قبل أن يتم احتجاز أي أحد. صنف موقع سنوبس قصة بالمر ريبورت بأنها مزيفة. بعد عدة أيام من نشر القصة أعلن بالمر أن كوشنر قد عاد إلى منزله وأنه لم يتم اعتقاله.
أورد بالمر ريبورت زورًا في ديسمبر عام 2020، أن كولن باول أصر على إخضاع مايكل فلين «لمحاكمة عسكرية بتهمة التحريض على الفتنة».